# Campo (Venècia)

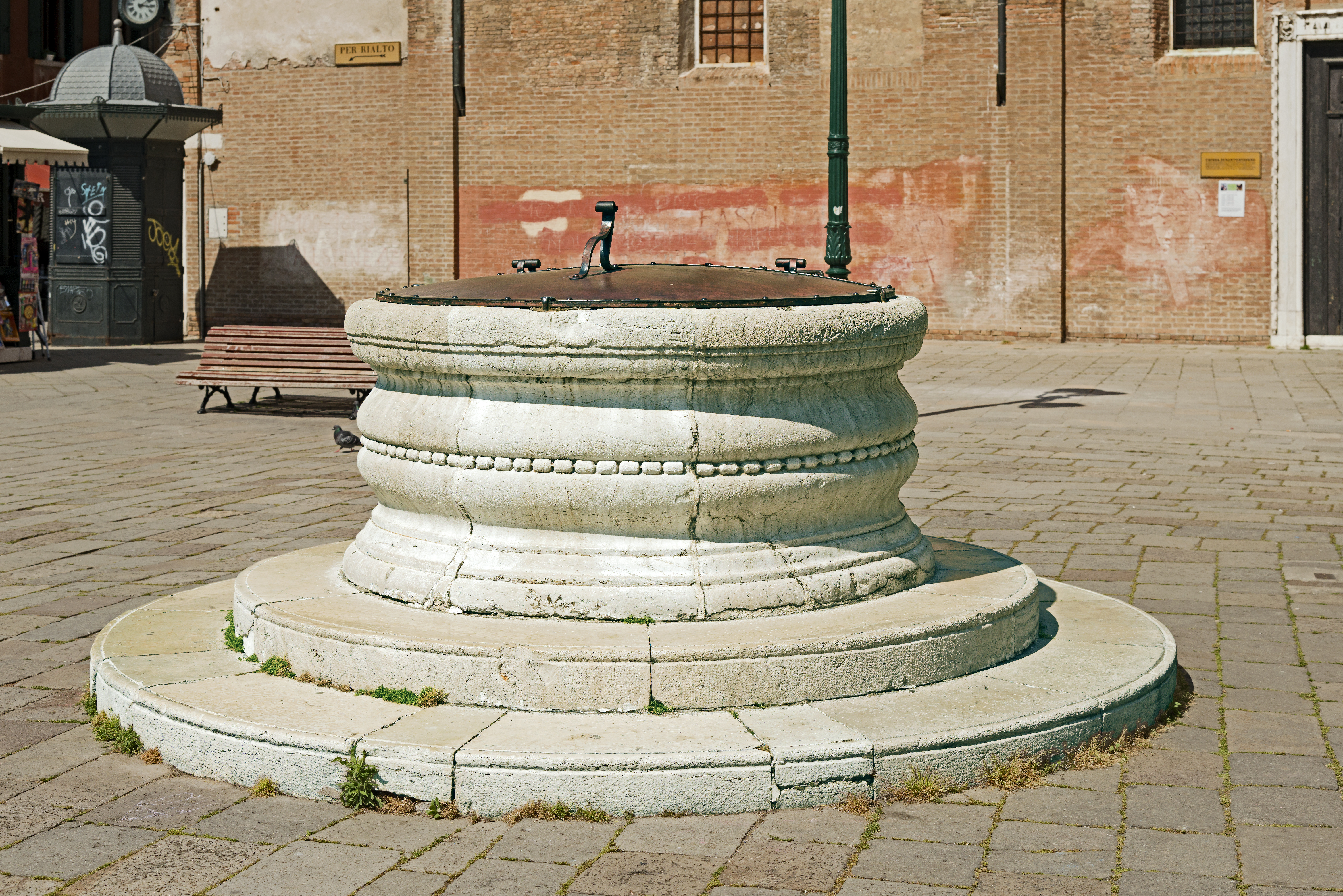
Pou al Campo Santo Stefano.

Un campo (plural campi ) és, a Venècia, un espai obert envoltat d'edificis (és a dir, similar a una plaça).

## Planificació urbana
A Venècia, les úniques places que porten el nom de piazza o piazzale són la plaça de Sant Marc i la Piazzale Roma: totes les altres s'anomenen campo o campiello (si són petites).

## Aspecte social
Venècia va ser inicialment una ciutat policèntrica formada per un arxipèlag d'illes on la vida social, comercial i religiosa es centrava originalment als campi. Moltes activitats diàries giren al voltant d'un campament: el mercat, els artesans, l'església, els jocs infantils i el subministrament d'aigua. Els campi, així com molts campielli, tenen al centre un pou que emmagatzema aigua de pluja, l'única font de subministrament d'aigua per a la ciutat abans de la construcció de les canonades.
Els campos més grans poden ser la seu d'esdeveniments a l'aire lliure: cerimònies religioses, corregudes de braus, circs, processons, tornejos, discursos. La centralització progressiva de Venècia va fer que el paper dels campi com a llocs de reunió anés desapareixent. Les cerimònies sagrades i altres esdeveniments espectaculars s'estan prohibint gradualment als campos. El juny de 1884, després de la construcció d'un aqüeducte que abastia Venècia d'aigua, els pous es van tancar definitivament, provocant la fi de la principal funció comunitària dels campi.

## Noms
Gairebé tots els campi venecians porten el nom de l'església o palau que s'hi troba. D'altres prenen el nom d'una activitat concreta, com ara el campo della Lana (llana) a Santa Croce, o més recentment de personatges històrics, com ara el campo Manin o el campo Bandiera e Moro.

### Cannaregio

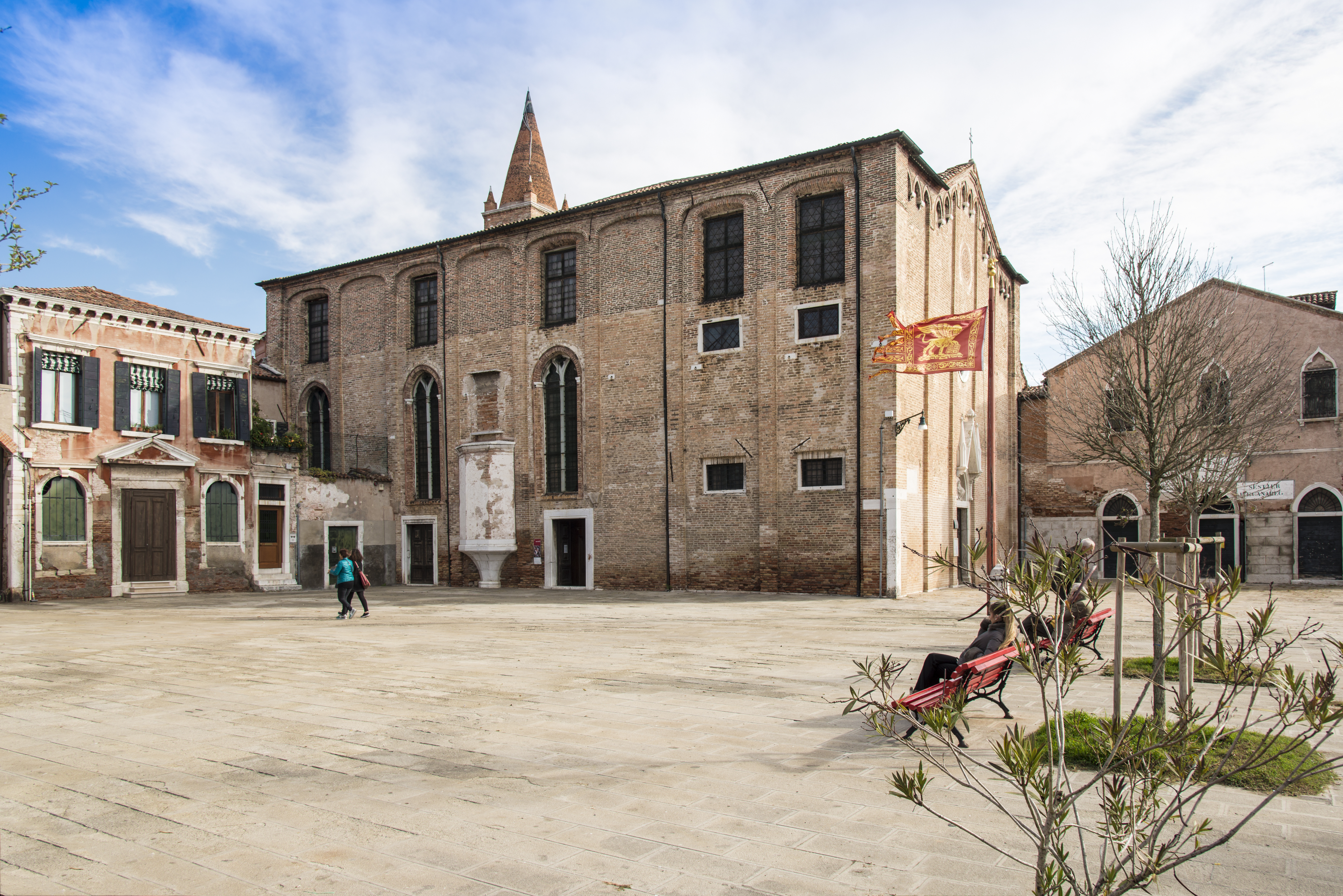
Campo Sant'Alvise
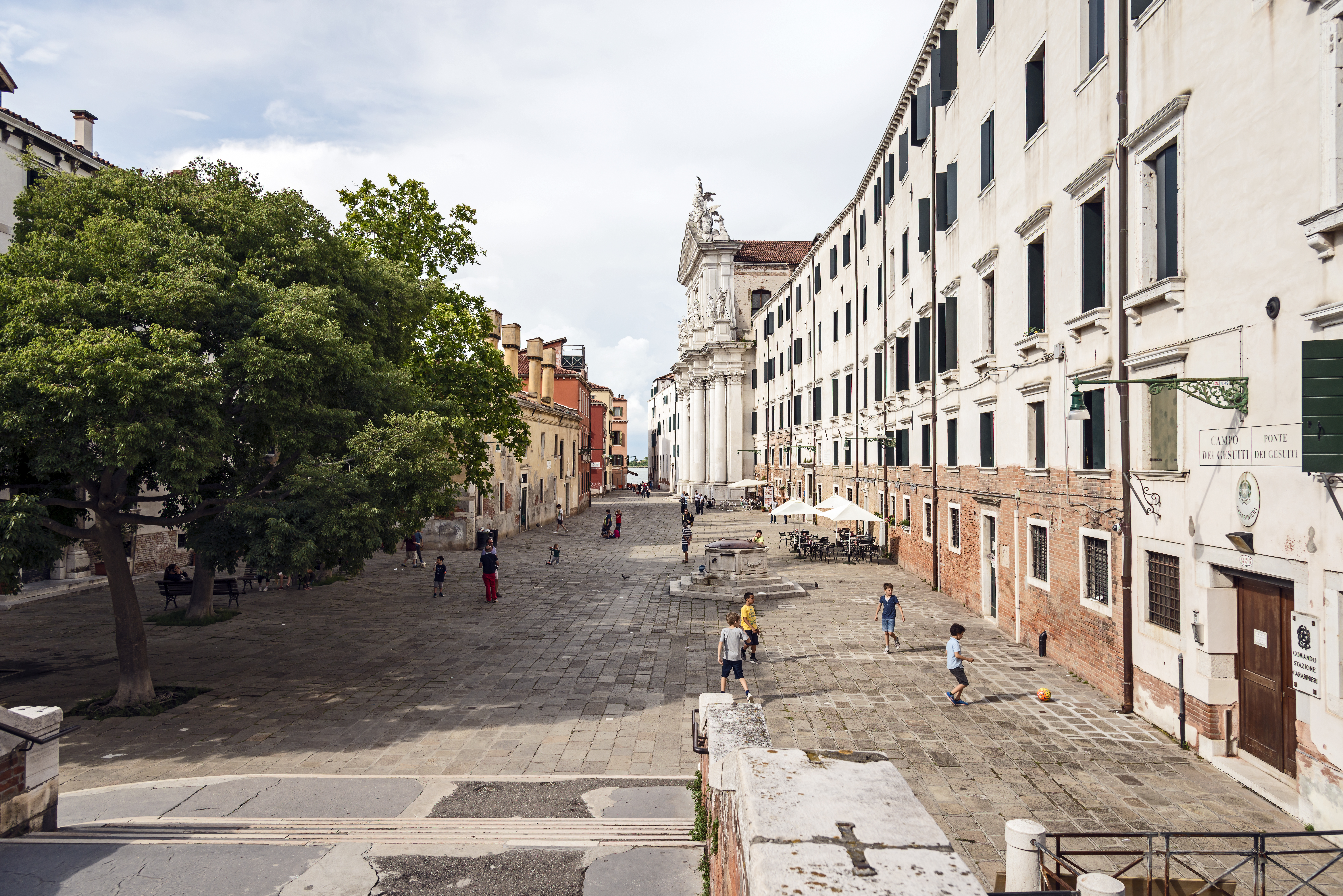
Campo dei Gesuiti
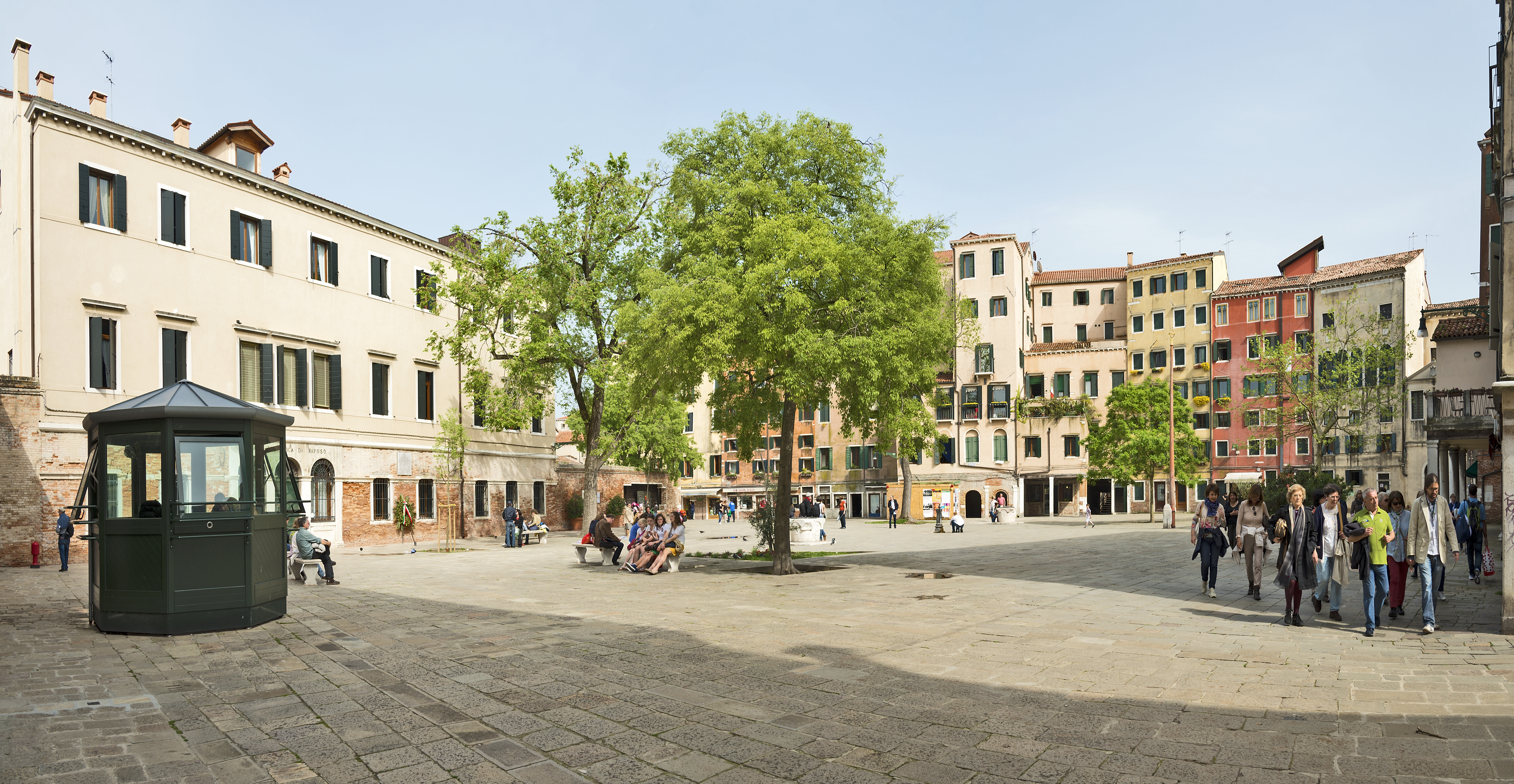
Campo del Ghetto Novo
Campo San Geremia
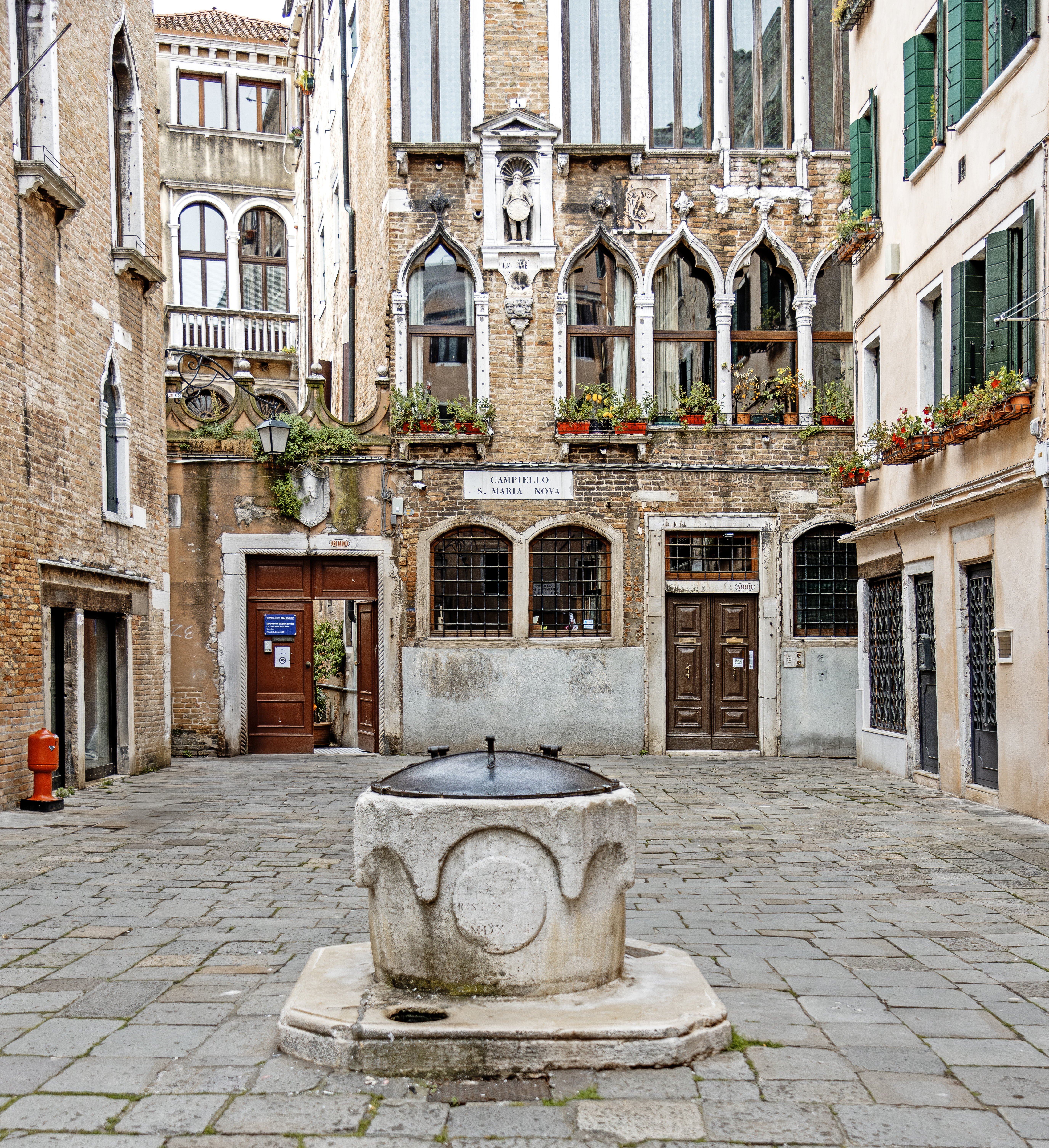
Campiello Santa Maria Nova

- Campo Sant'Alvise
- Campo dei Gesuiti
- Campo del Ghetto Novo
- Campo San Geremia
- Campiello Santa Maria Nova

### Castello

Campo Santa Maria Formosa
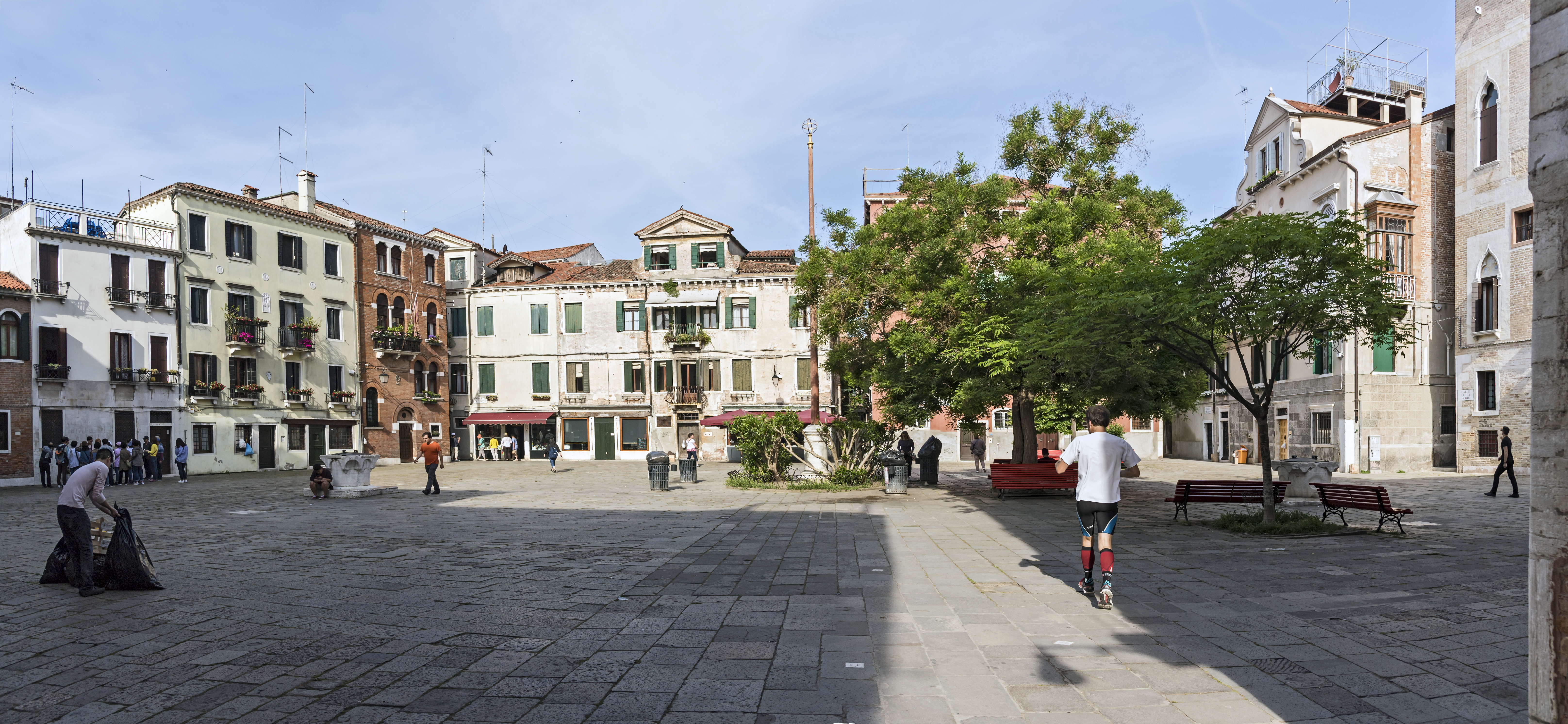
Campo Bandiera e Moro
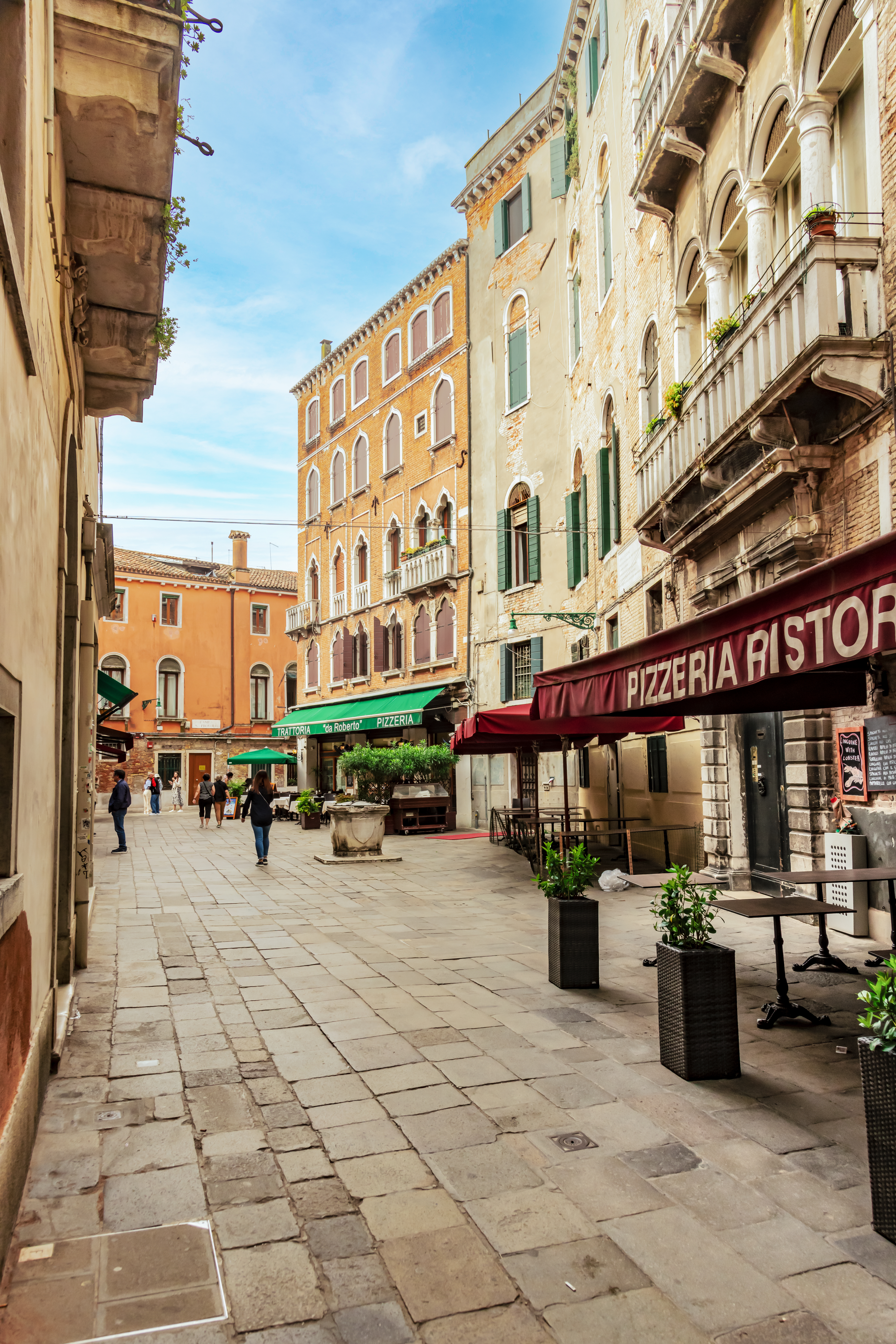
Campo de Santa Marina
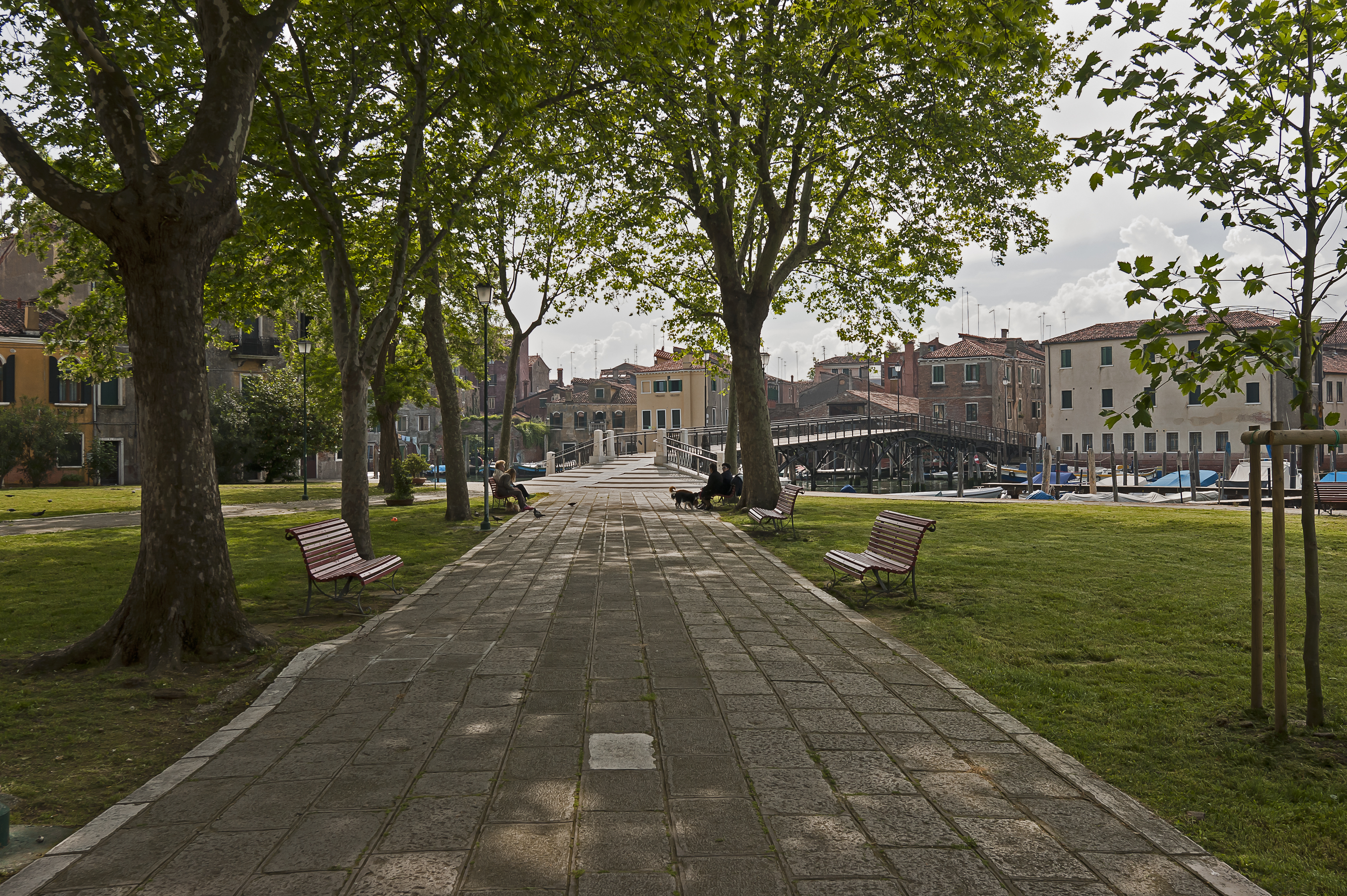
Campo Santi Giovanni e Paolo (San Zanipolo)
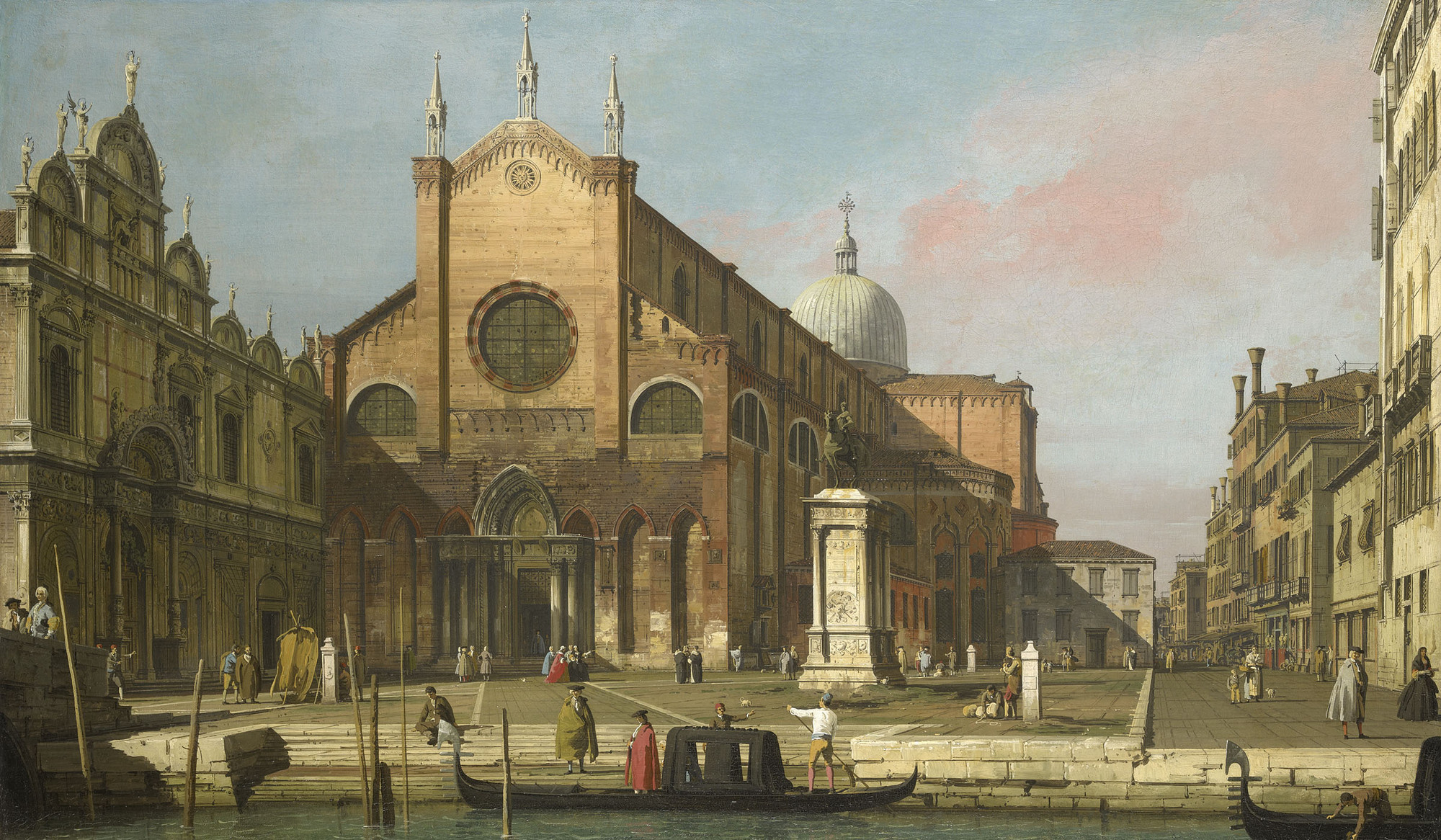
Campo San Pietro di Castello
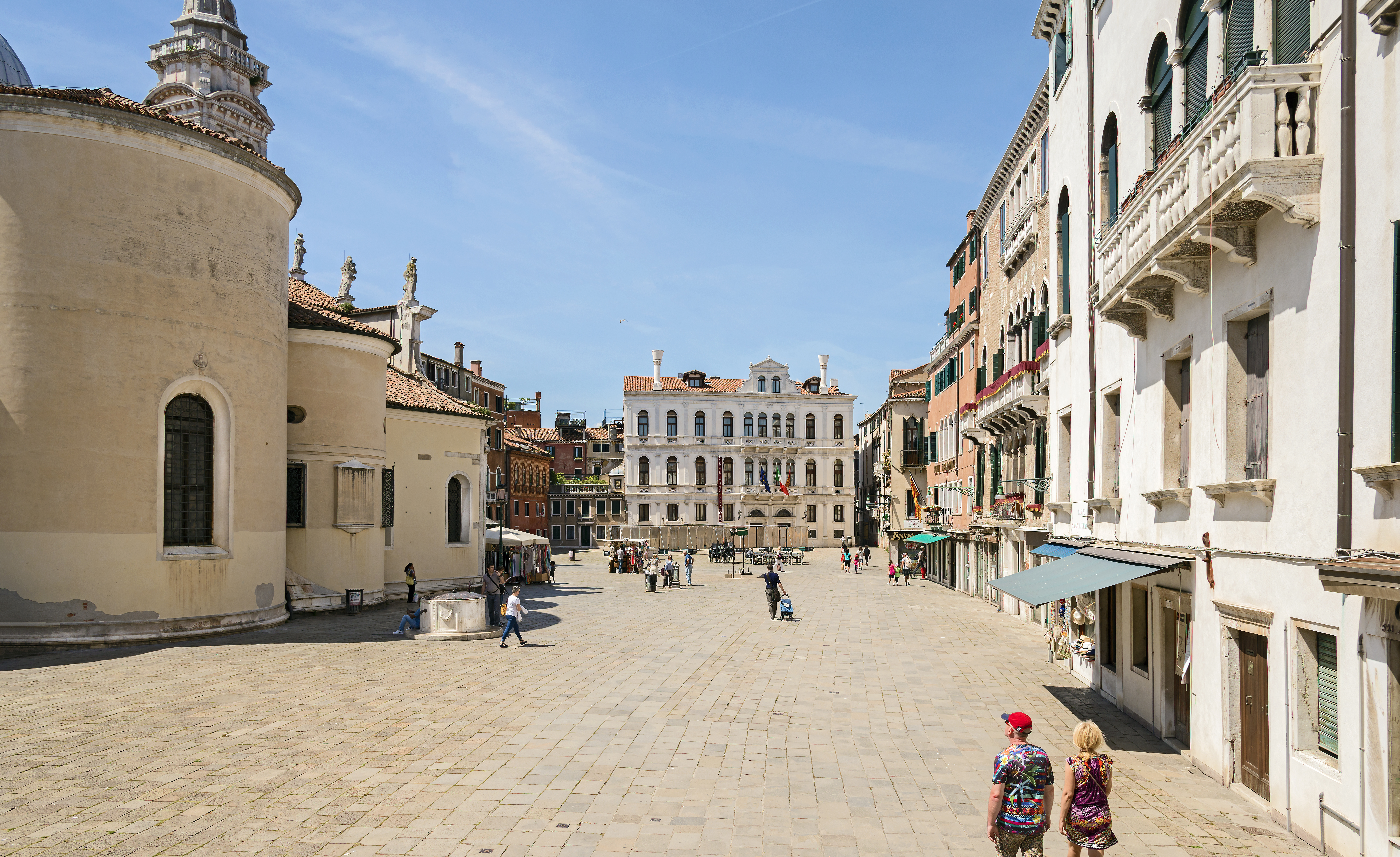
Campo San Provolo

- Campo de Santa Marina
- Campo Bandiera e Moro
- Campo San Provolo
- Campo San Pietro di Castello
- Campo San Zanipolo, (Canaletto)
- Campo Santa Maria Formosa

### Dorsoduro

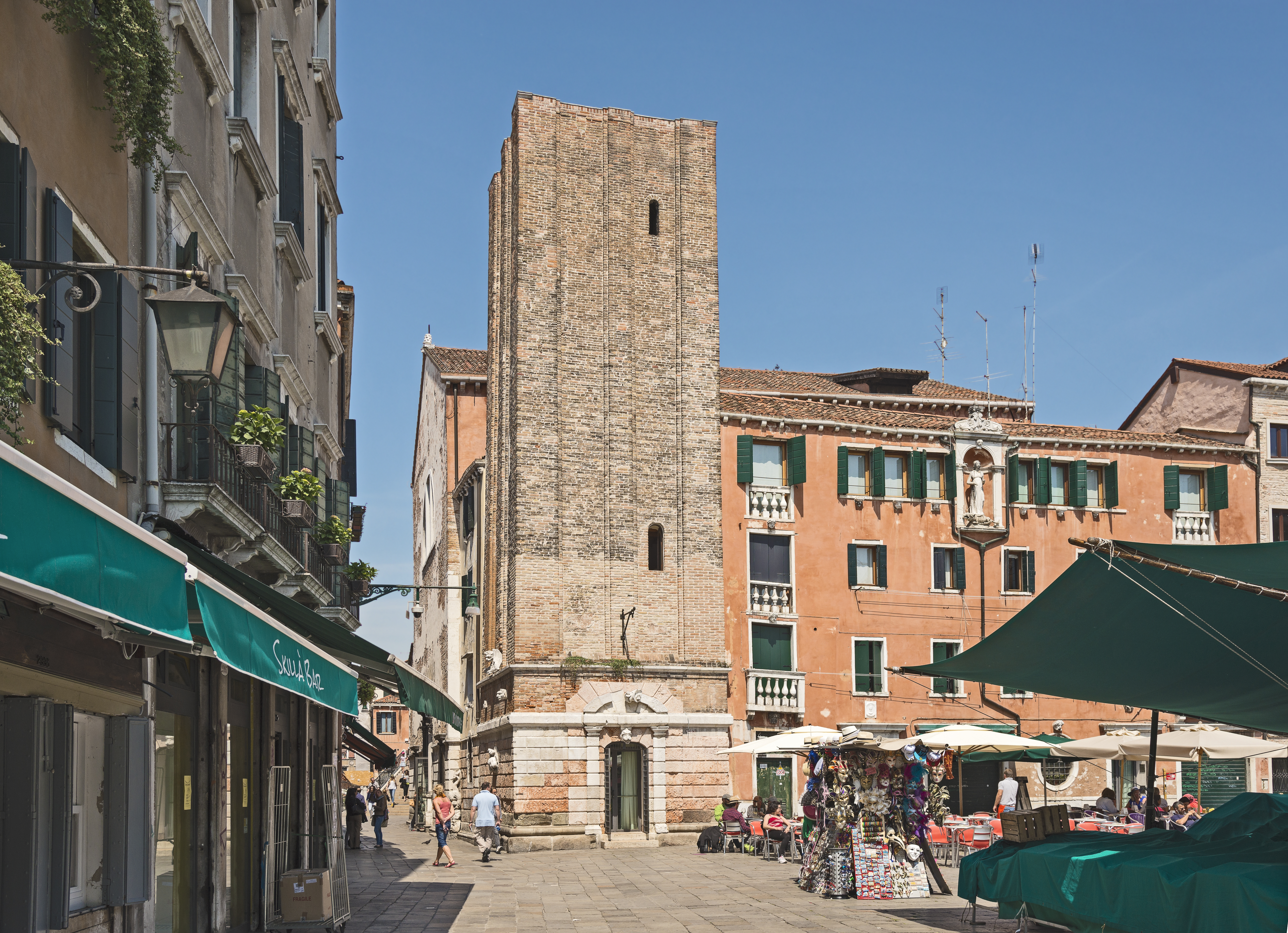
Campo Santa Margherita
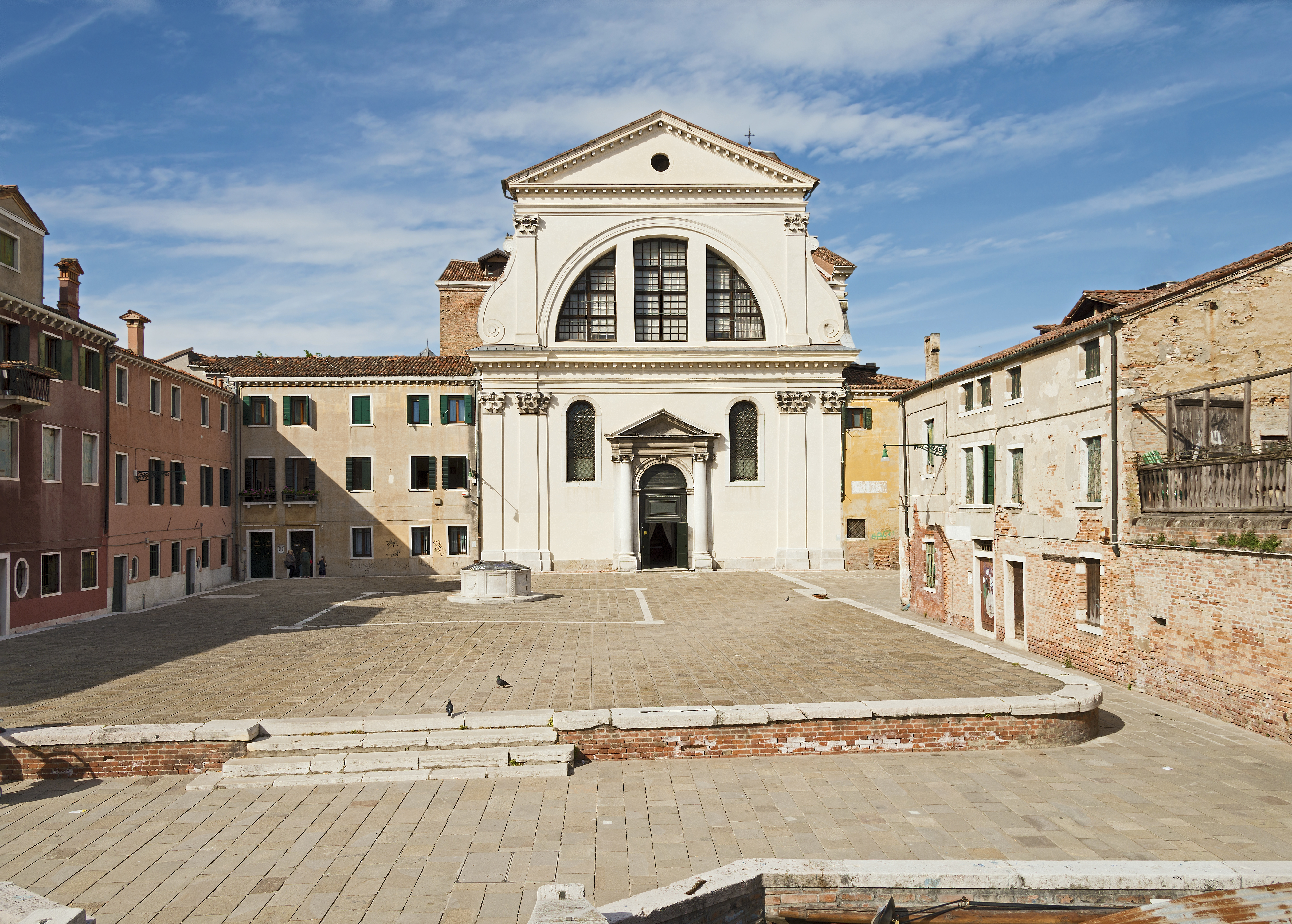
Campo San Trovaso
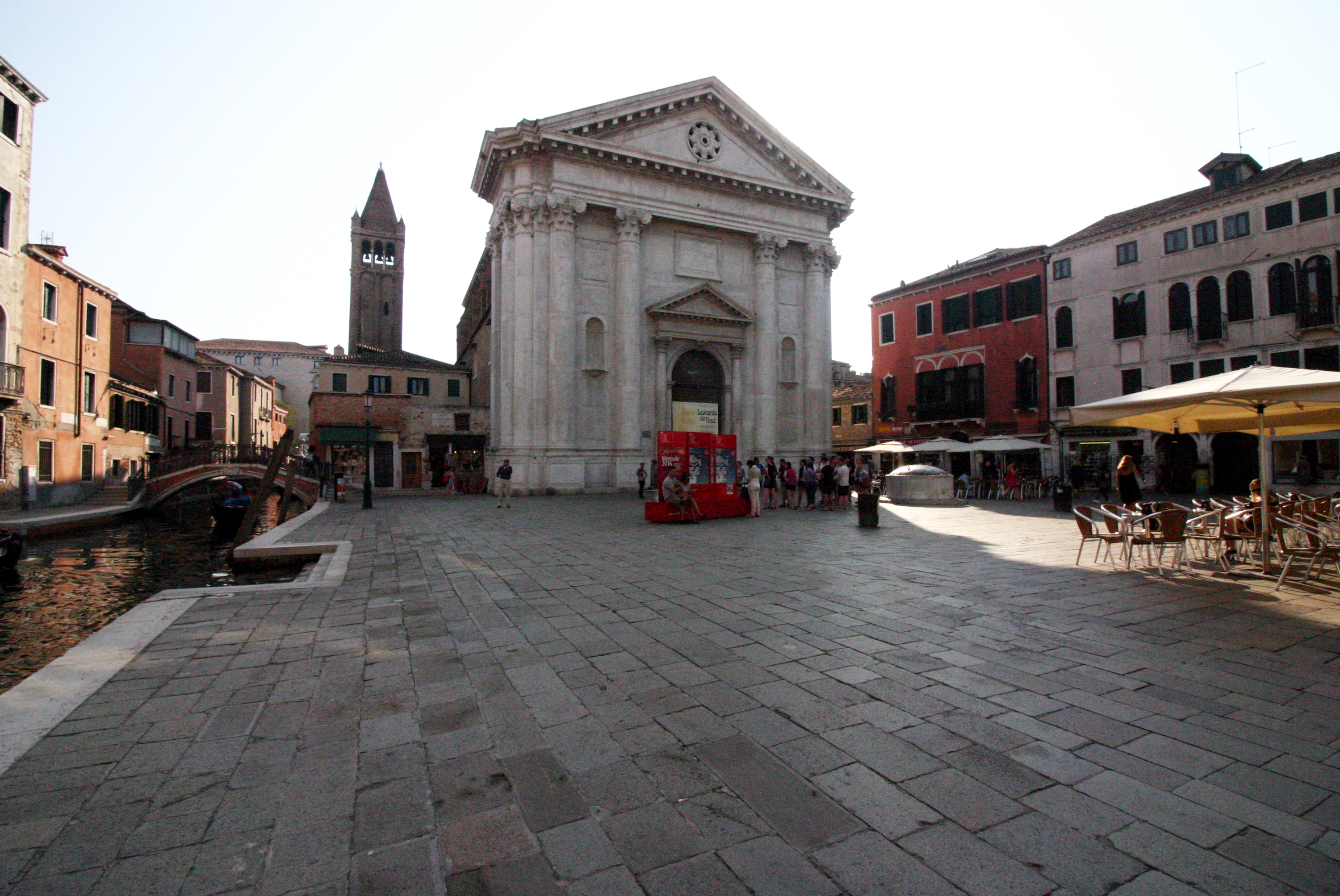
Campo San Barnaba
- Campo dei Carmini
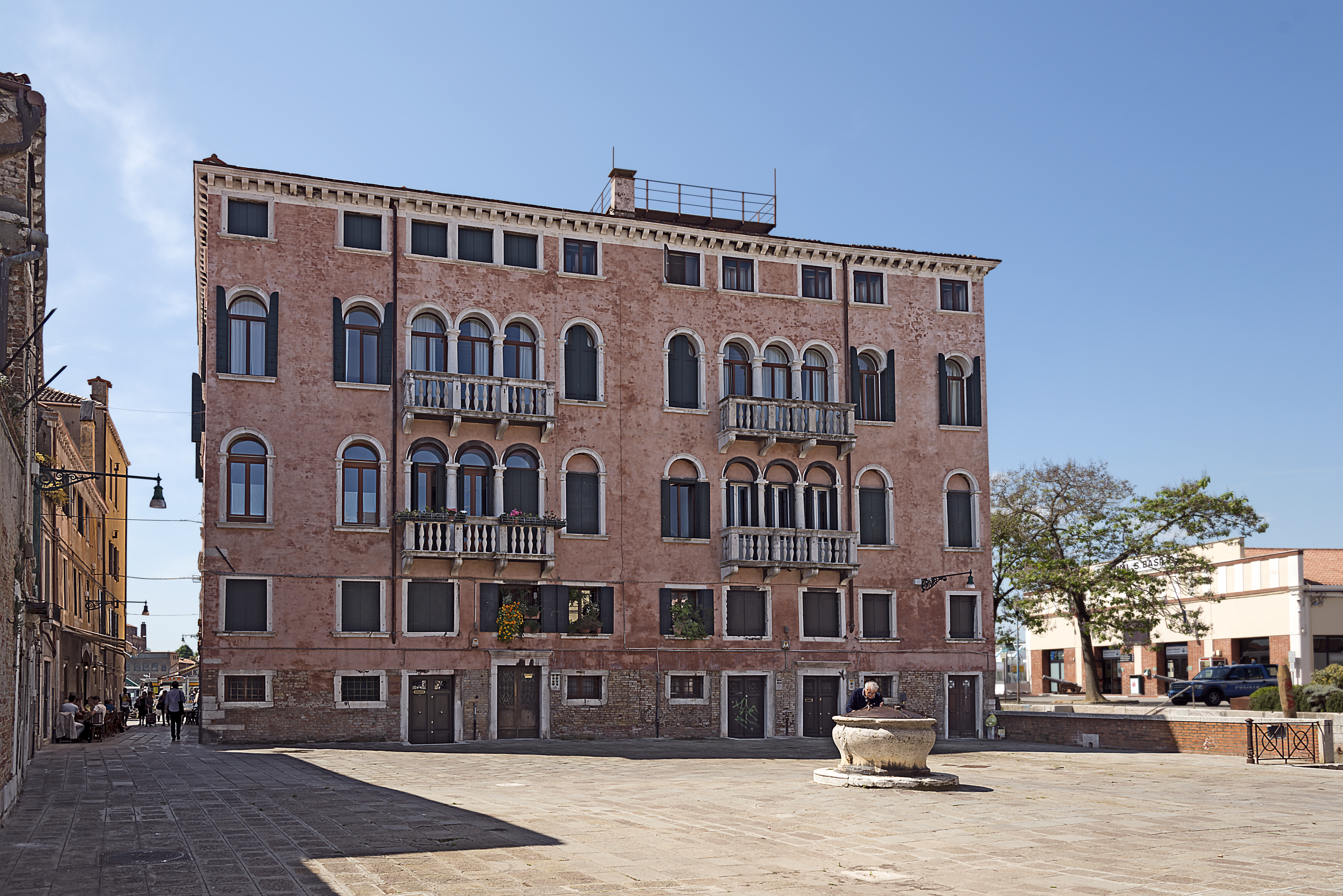
Campo San Basegio
- Campo della Salute

- Campo Santa Margherita
- Campo San Trovaso
- Campo San Barnaba
- Campo San Basegio

### Santa Croce

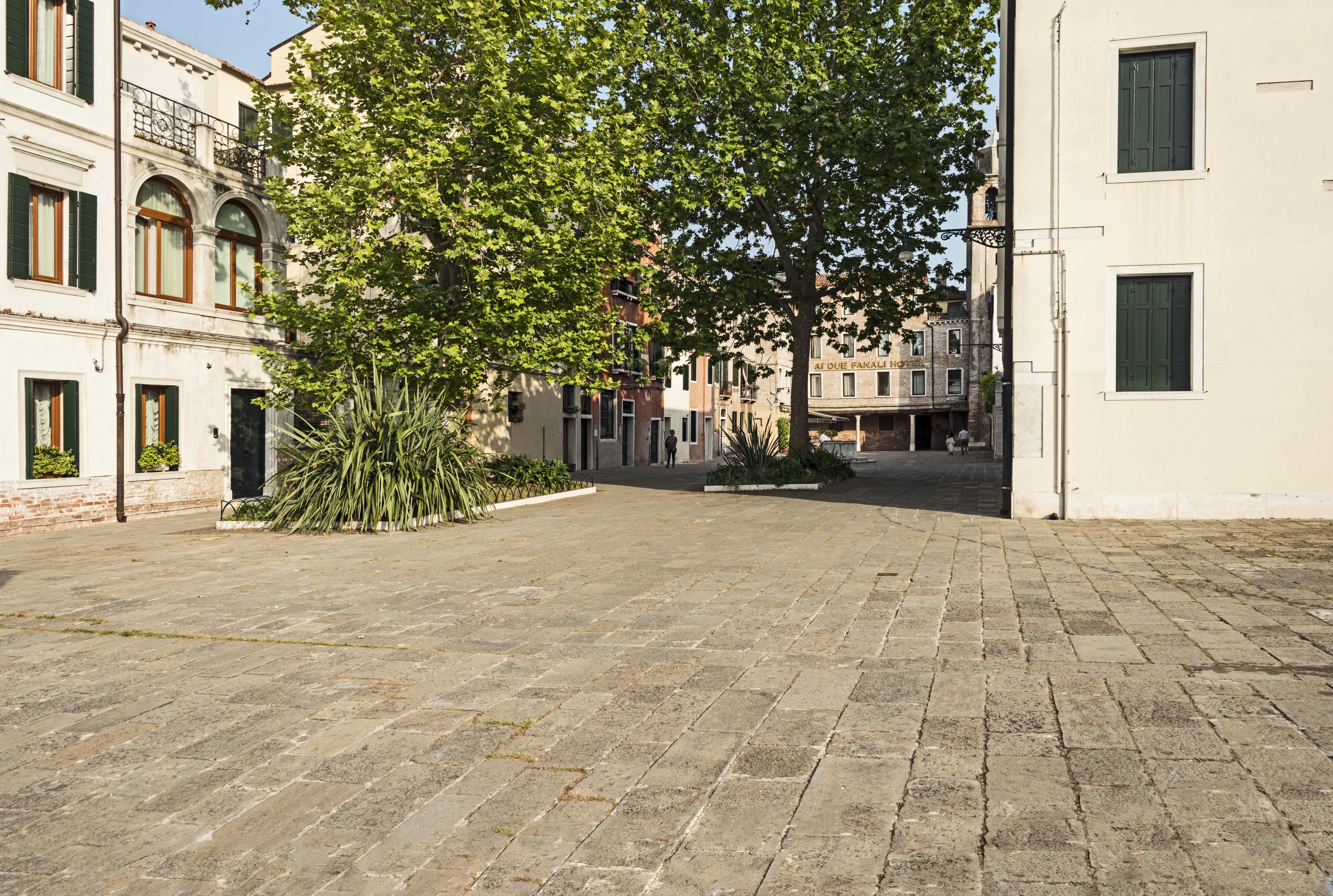
Campo San Simeon Grande
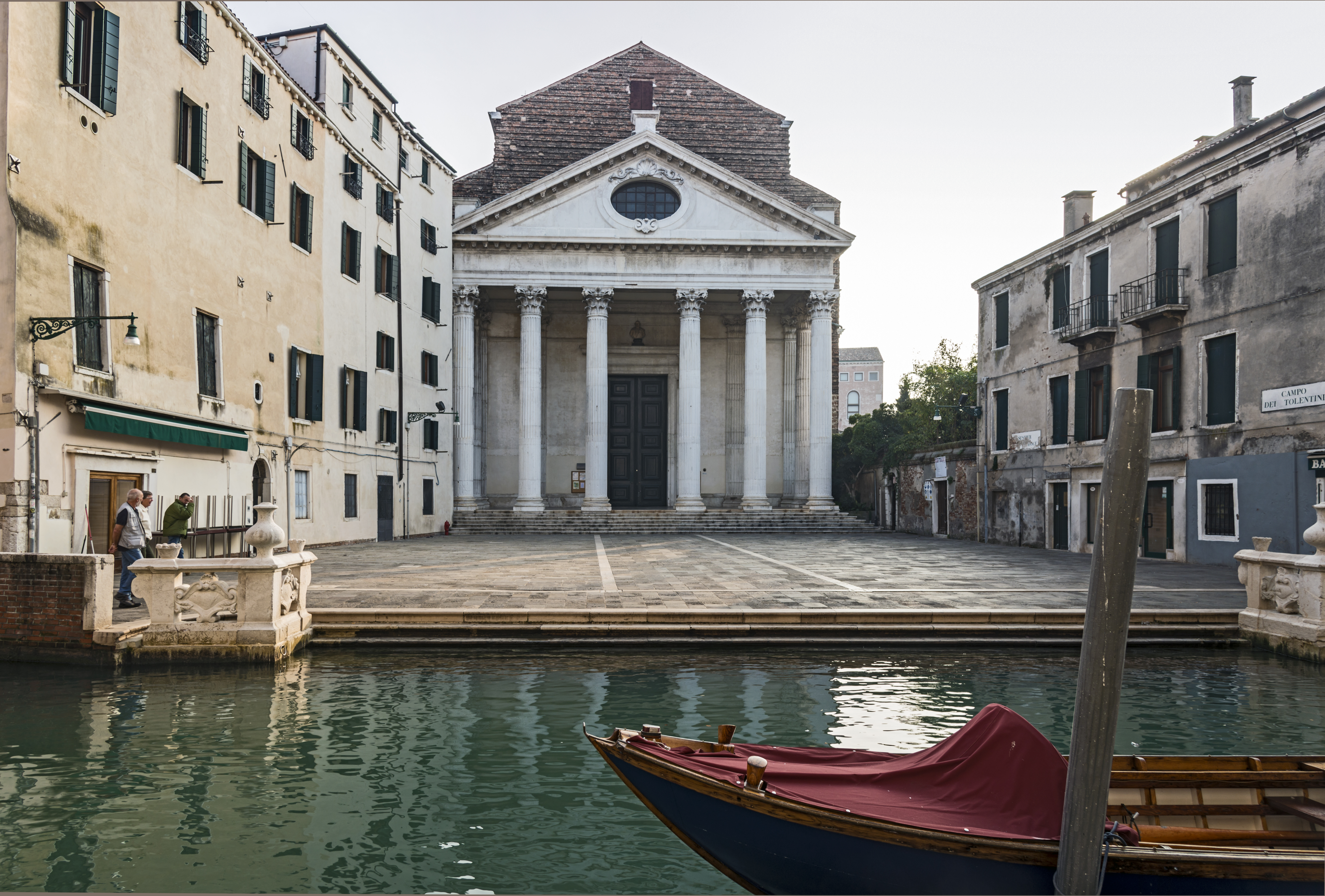
Campo, Rio i església dels Tolentini
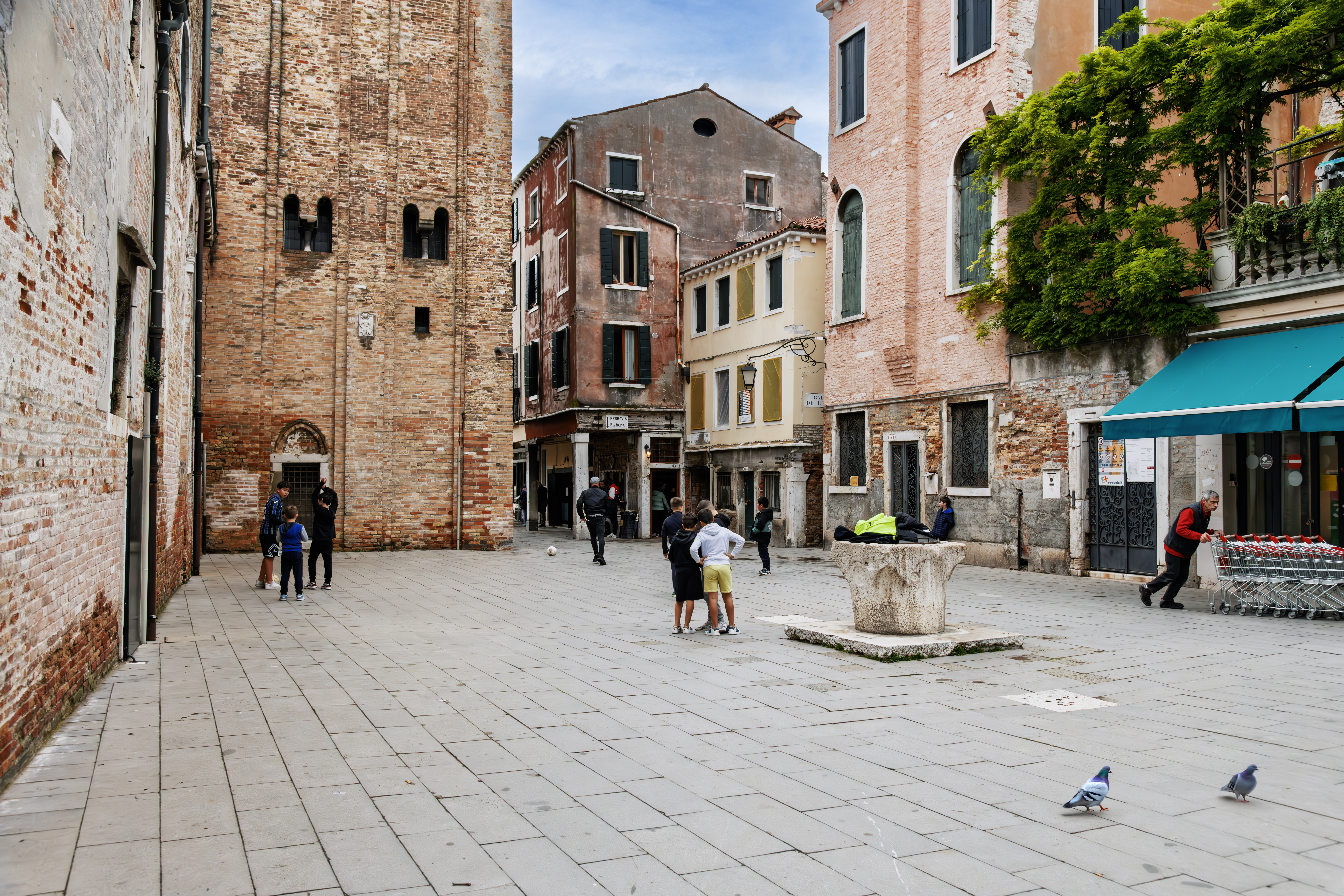
Campiello del Piovan vist des del Camp S.Giacomo da l'Orio

- Campo dei Tolentini
- Campo S. Giacomo da l'Orio
- Piazzale Roma

- Campo San Simeon Grande
- Campo, Rio i església dels Tolentini
- Campiello del Piovan vist des del Camp S.Giacomo da l'Orio

### San Marco

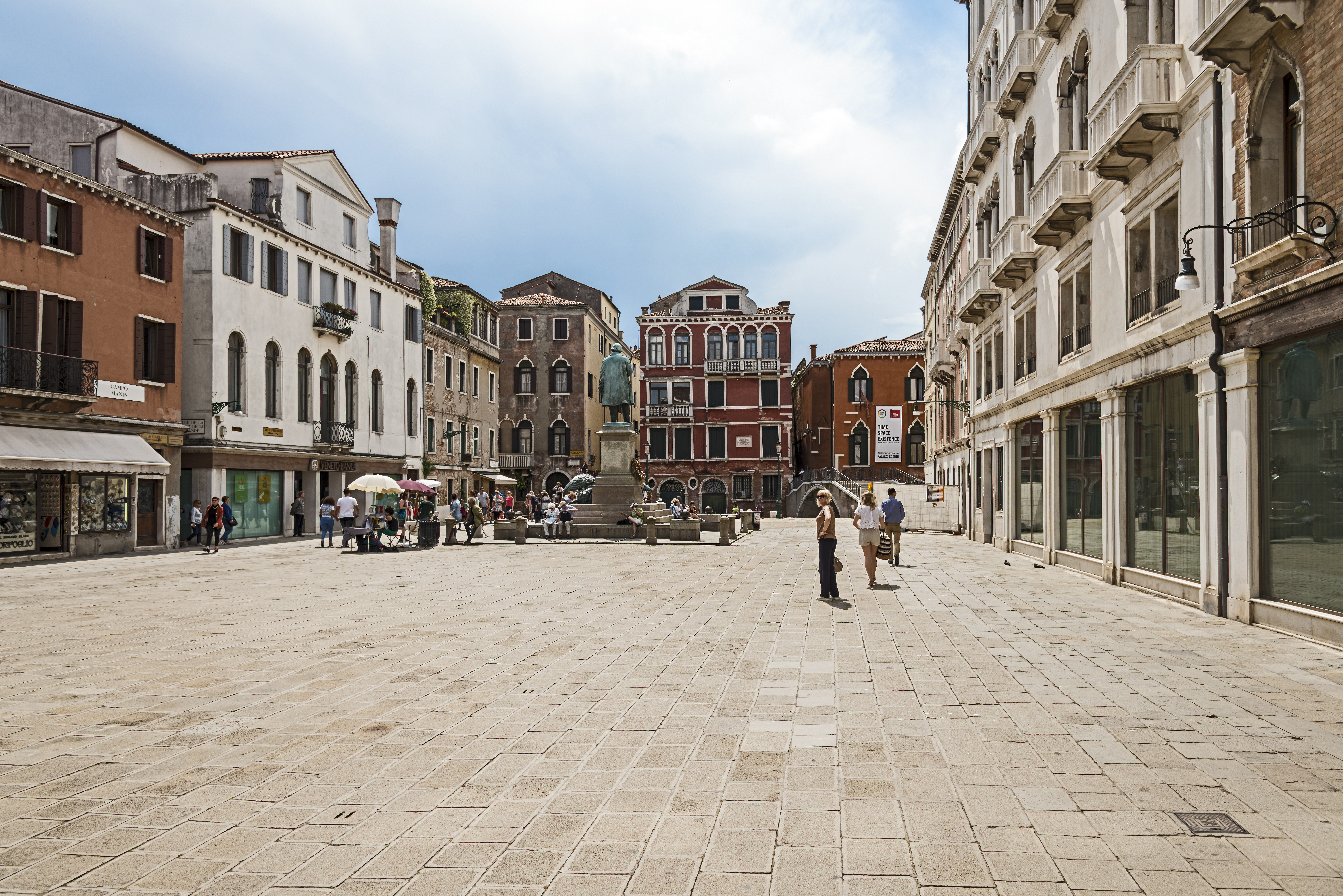
Campo Manin
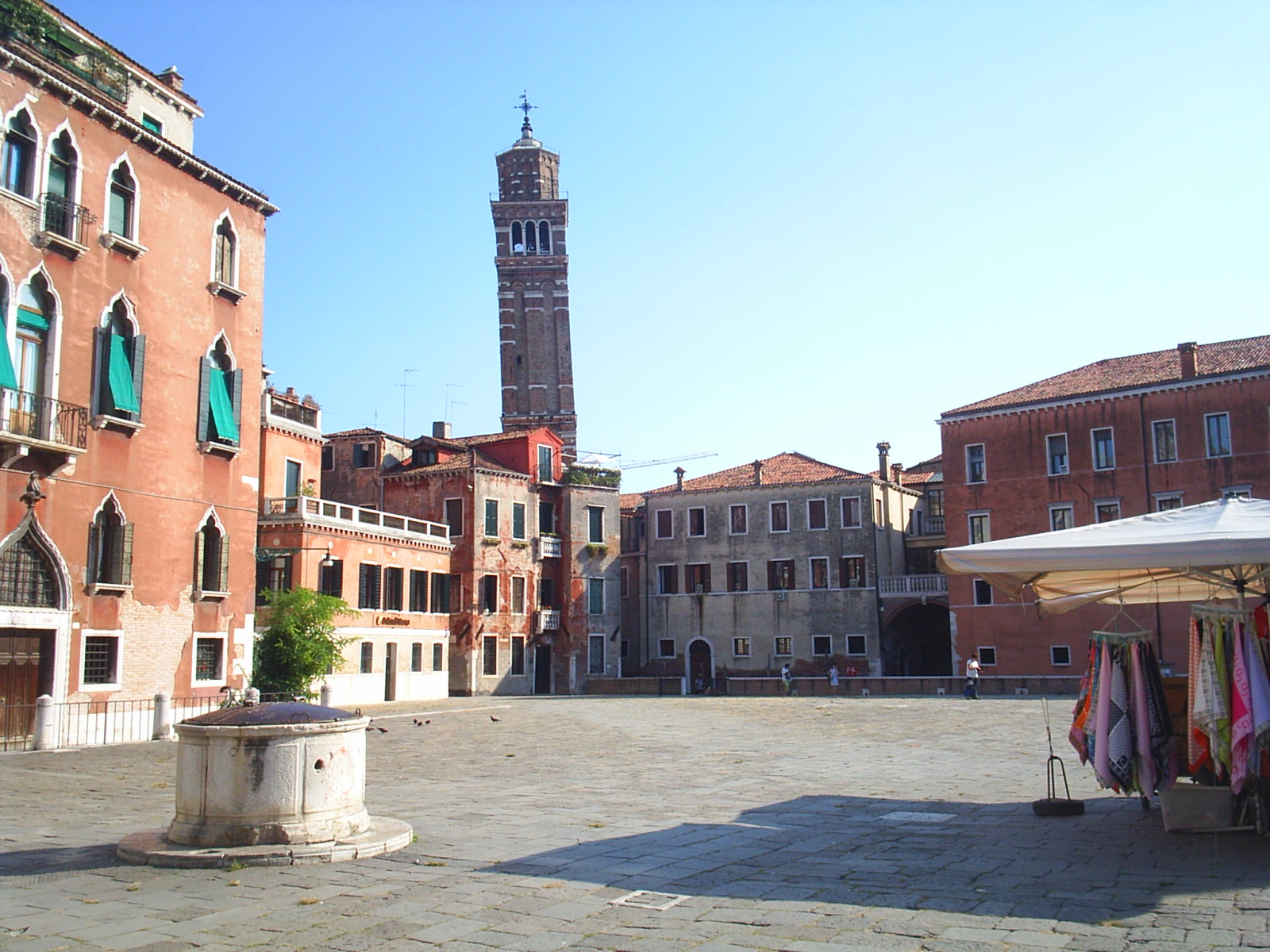
Campo Sant'Angelo
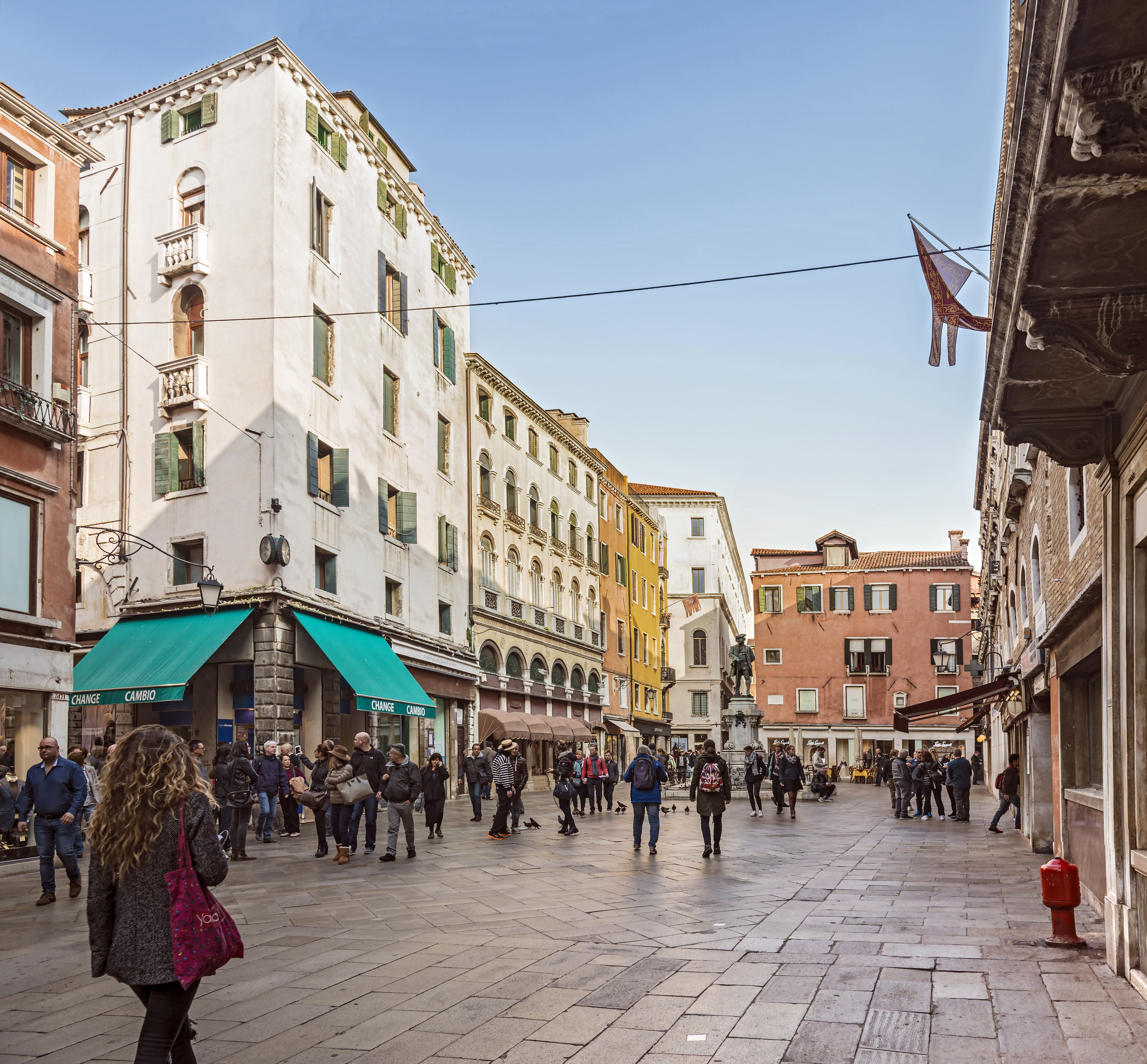
Campo San Luca
- Campo Santo Stefano
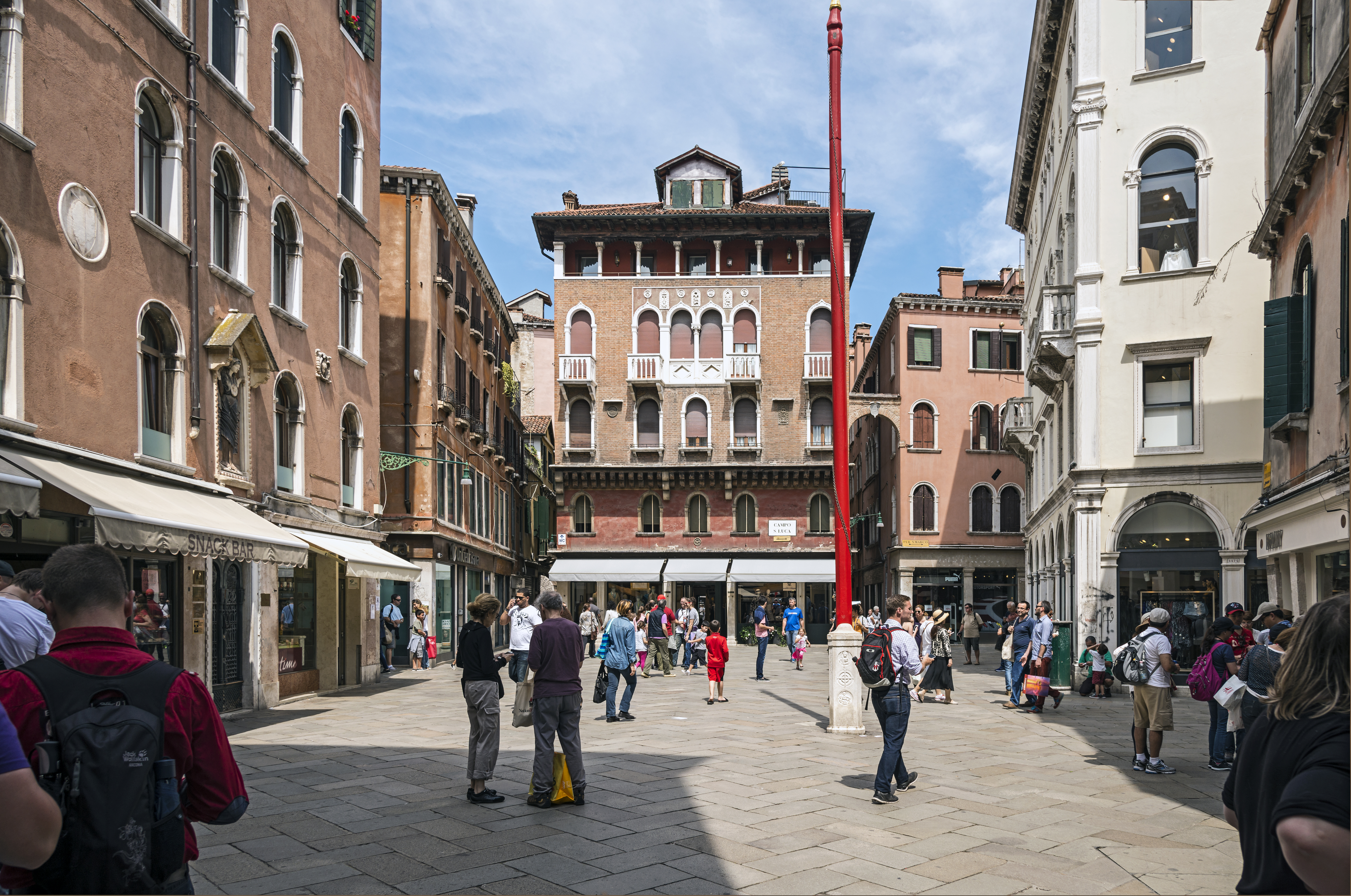
Campo San Bortolomio
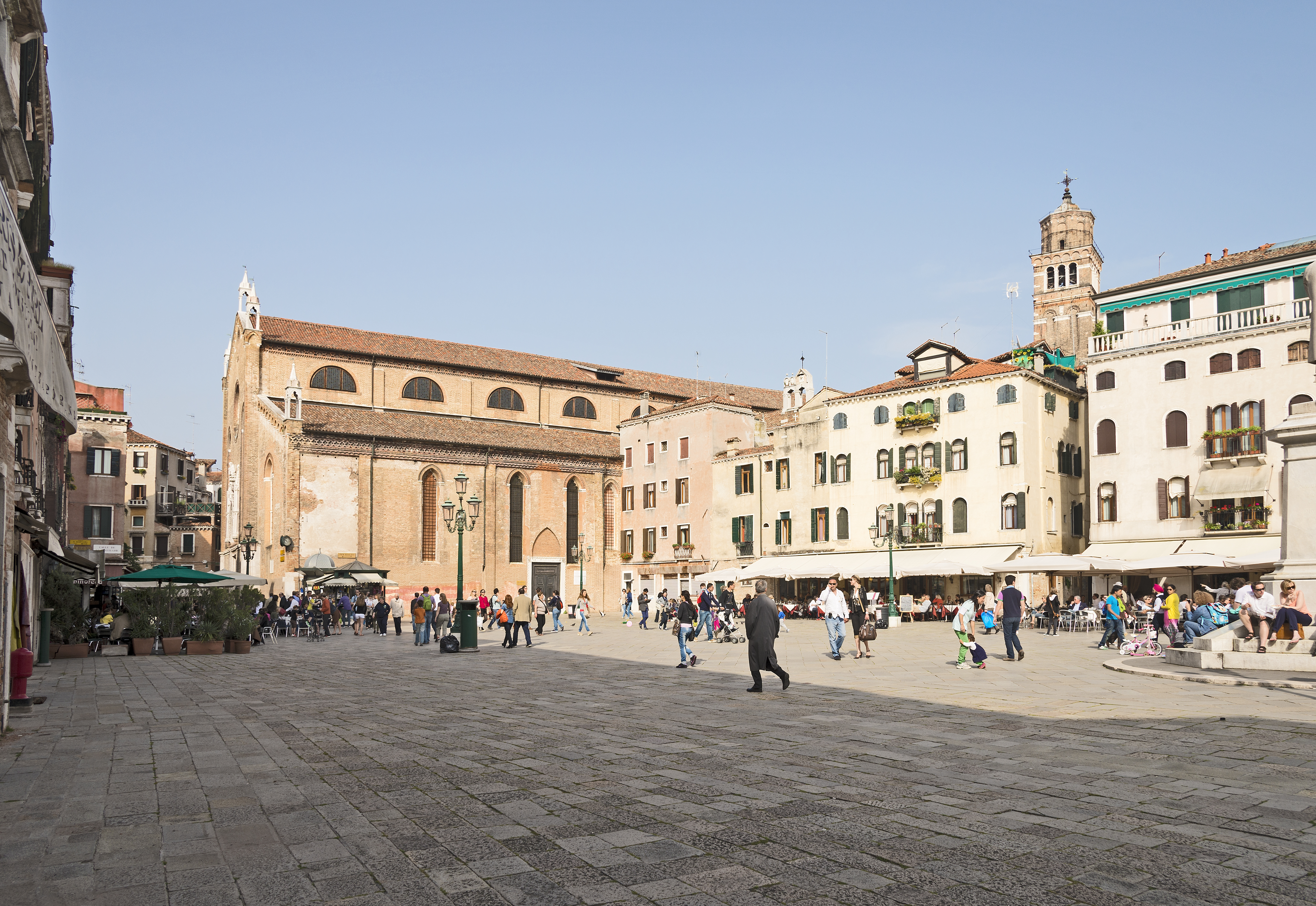
Campo Santo Stefano
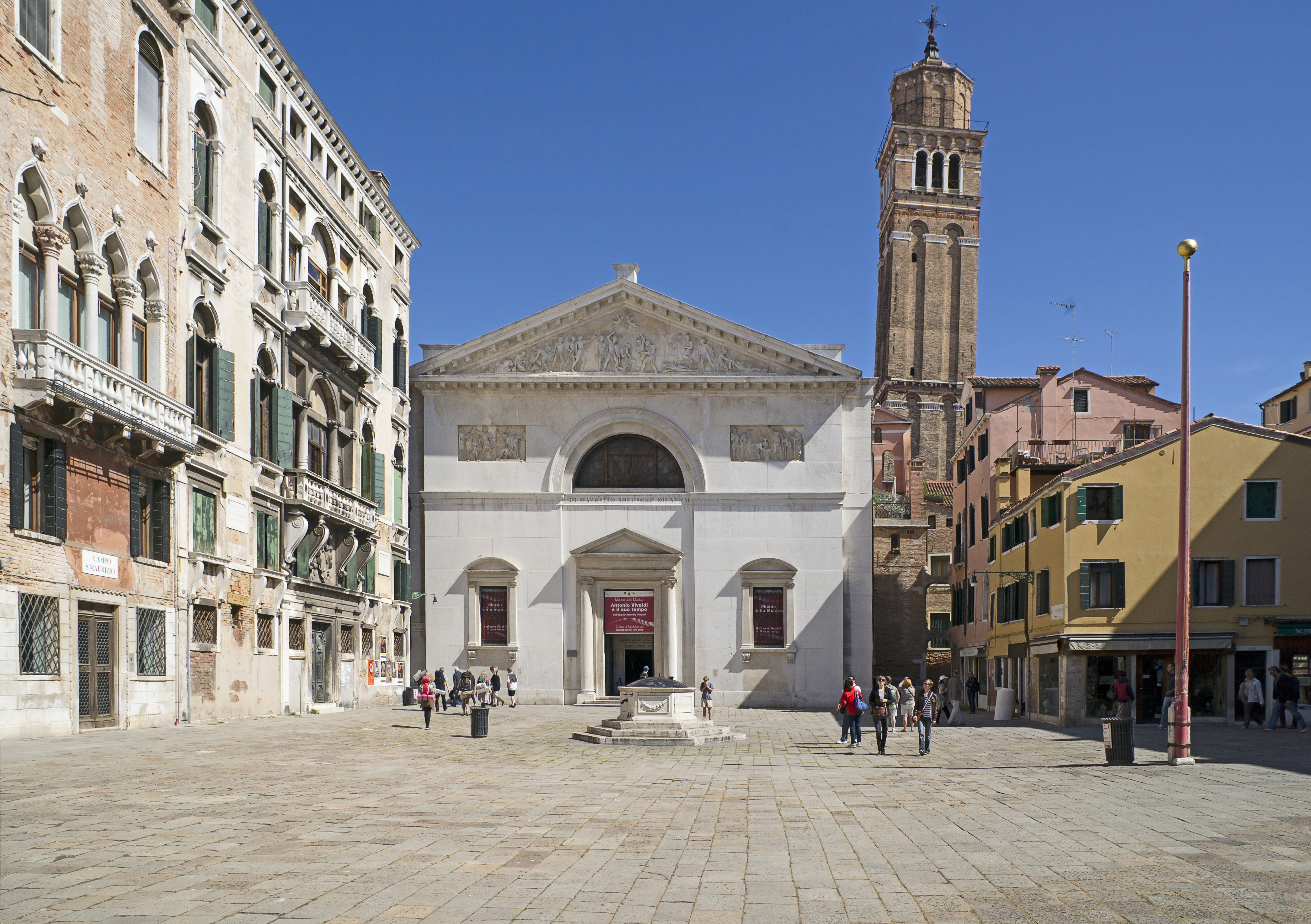
Campo San Maurizio
- Campo San Salvador
- Plaça Sant Marc

- Campo Manin
- Campo Sant'Angelo
- Campo San Bortolomio
- Campo San Luca
- Campo Santo Stefano
- Campo San Maurizio

### San Polo

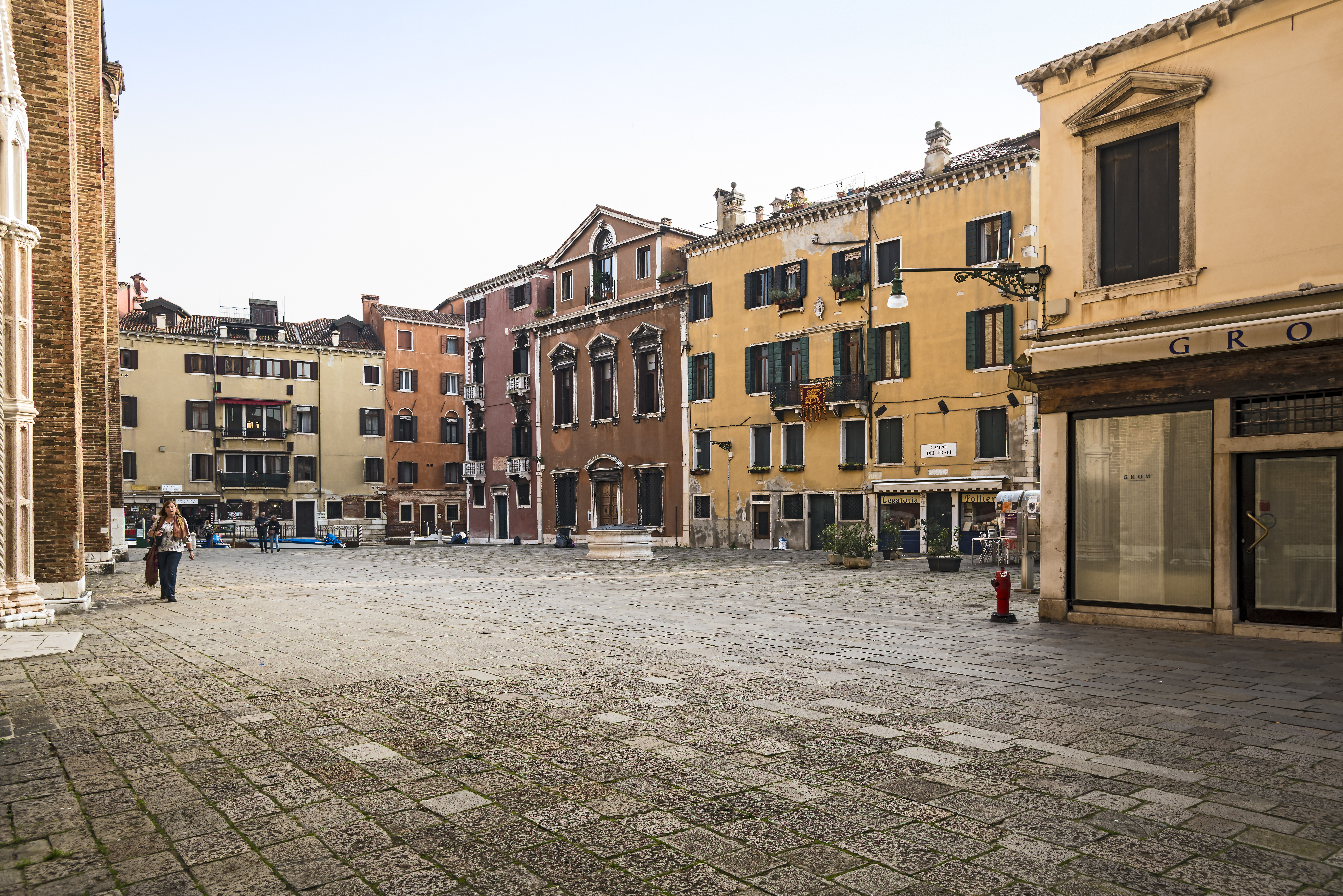
Campo dei Frari
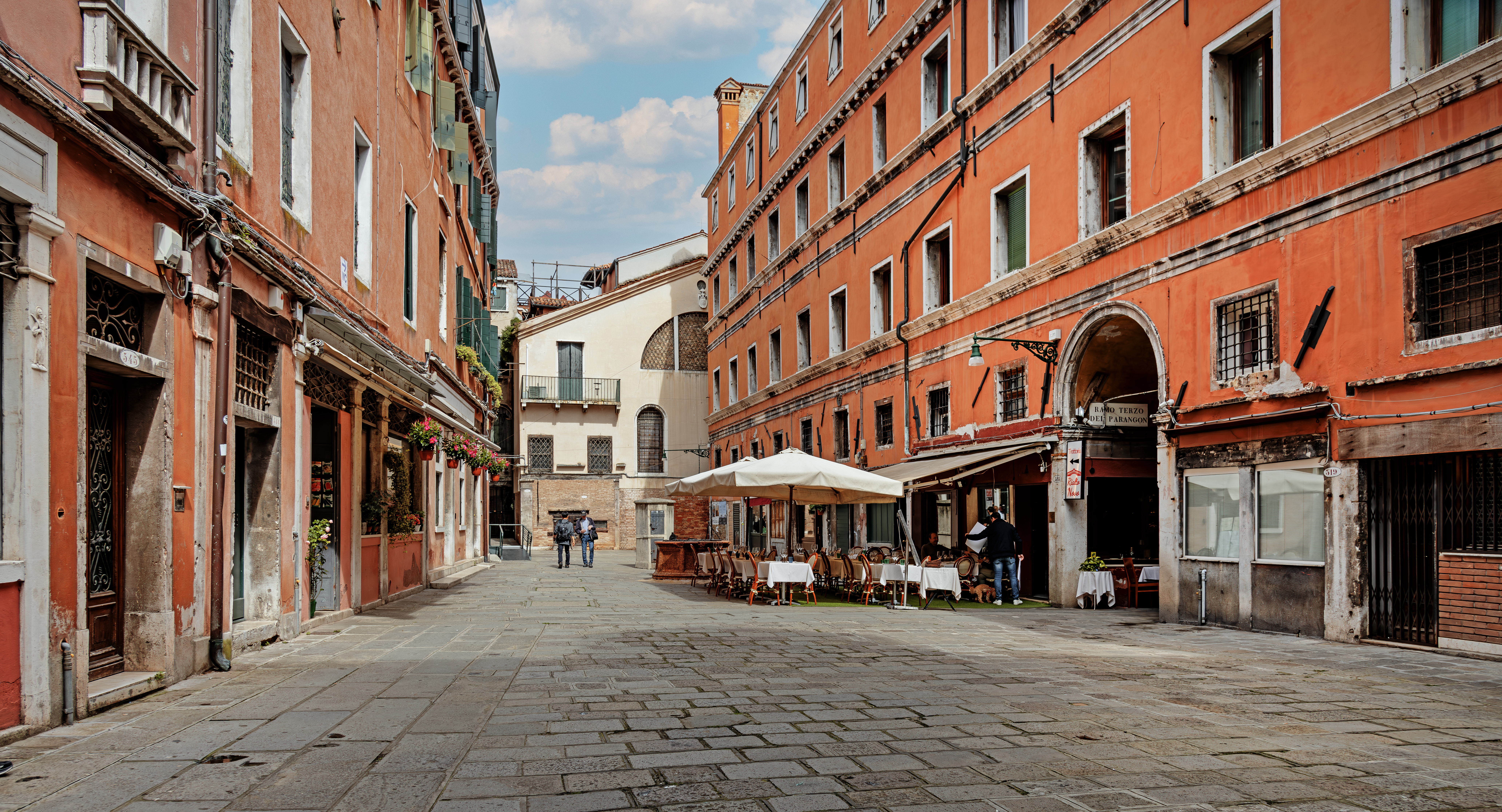
Campo San Polo
Campo Rialto Novo
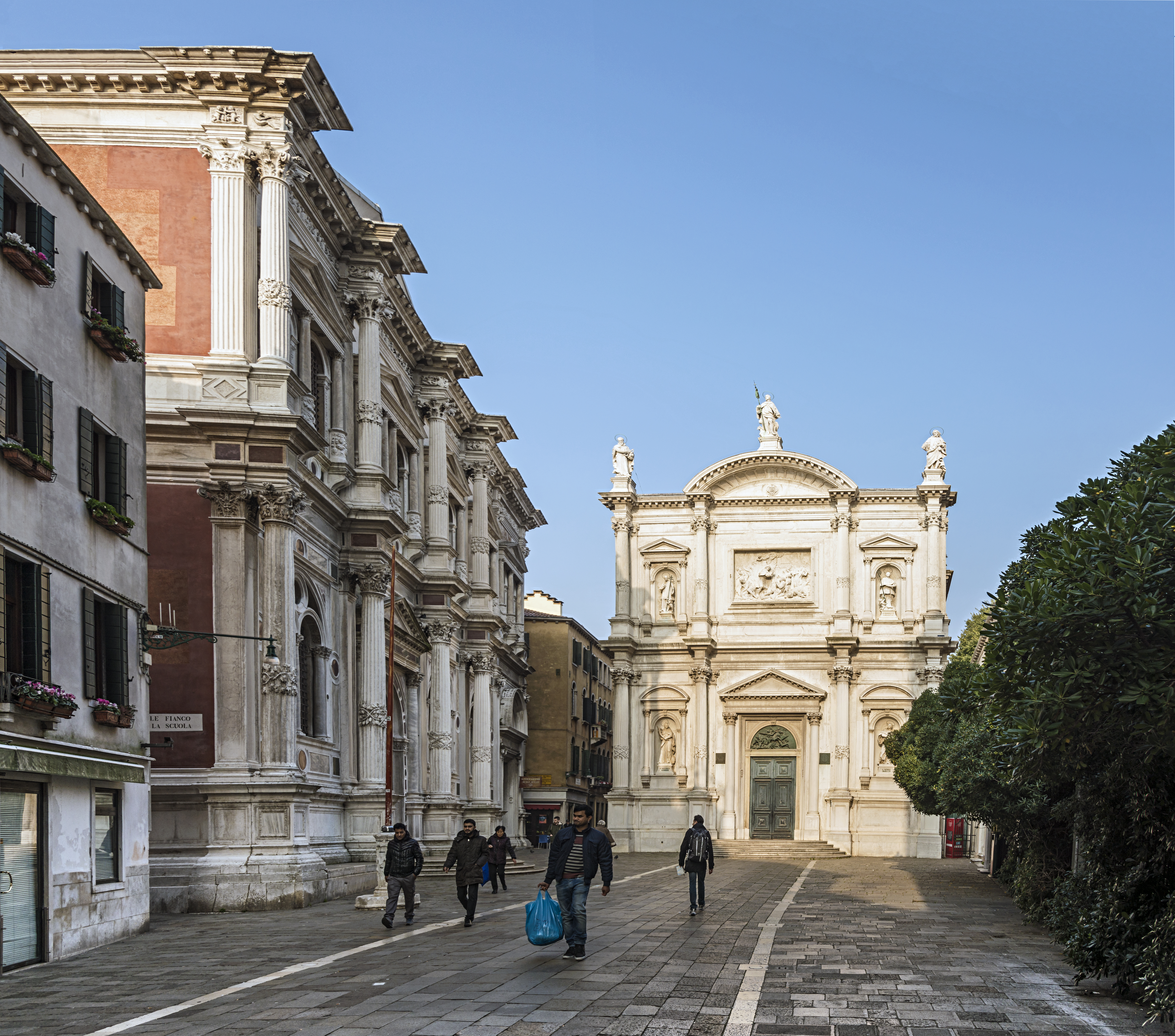
Campo San Rocco
Campo San Stin
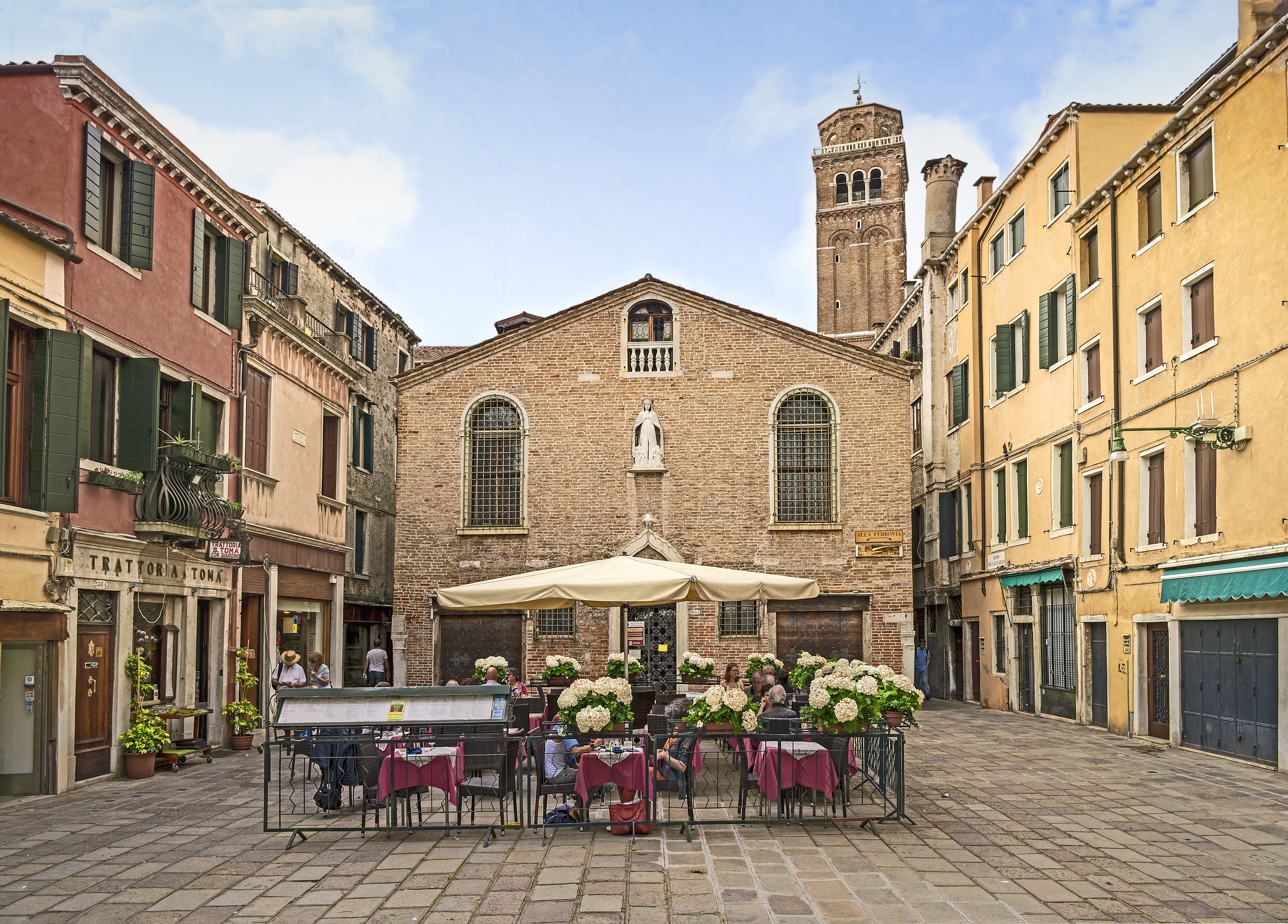
Campo San Tomà

- Campo dei Frari
- Campo Rialto Novo
- Campo San Polo
- Campo San Rocco
- Campo San Stin
- Campo San Tomà